# 小行星9204
小行星9204（英語：9204 Morike）是一颗围绕太阳公转的小行星。1994年8月4日，佛蒙特·伯根在陶腾堡发现了此天体。
这颗小行星的绝对星等为214.6061059737115等。